# Philip Alston

Philip G. Alston

Philip Geoffrey Alston AO (* 1950 in Australien) ist Professor an der New York University School of Law und Experte für Völkerrecht und Menschenrechte. Er hielt in den letzten zwanzig Jahren, mehrere hochrangige Positionen bei der UN im Bezug auf Menschenrechte.

## Ausbildung und wissenschaftliche Karriere
Alston studierte an der University of Melbourne und schloss 1972 dieses mit einem Bachelor in Jura. Danach studierte er an der University of California, Berkeley und schloss dieses mit einem Master in Jura 1976 und Doctor of Juridical Science im Jahr 1980. In den 1980er Jahren lehrte er an der Fletcher School of Law and Diplomacy und an der Harvard Law School. Danach wurde er Professor an der Australian National University. Von 1996 bis 2001 war er Professor für Internationales Recht am Europäischen Hochschulinstitut (EUI) in Florenz. 2001 wechselte er an die New York University School of Law, wo er die John-Norton-Pomeroy-Professur bekleidet und Co-chair des Center for Human Rights and Global Justice ist.

## Tätigkeiten bei der UN
Als Beamter der Vereinten Nationen wirkte er von 1978 bis 1984 in Genf. Er beriet einige inter-Regierungs- und nicht-Regierungsorganisationen wie beispielsweise the Office of the UN High Commissioner for Human Rights, UNESCO, OECD und UNICEF. Von 2004 bis 2010 war er ehrenamtlicher UN-Sonderberichterstatter zu extralegalen, summarischen und willkürlichen Hinrichtungen, von 2014 bis 2020 UN-Sonderberichterstatter zu extremer Armut beim UN-Menschenrechtsrat.

## Sonstige Tätigkeiten
Er wirkte als Stabschef eines Kabinettsminister in der Regierung Whitlam zwischen 1974 und 1975 und Discrimination Commissioner for the Australian Capital Territory für drei Jahre.

## Ehrungen
2011 erhielt er die Ehrendoktorwürde der Universität Maastricht. Die Amerikanische Gesellschaft für internationales Recht ernannte ihn 2017 zu ihrem Ehrenmitglied. 2021 wurde er zum Officer des Order of Australia ernannt für "hervorragende Verdienste um das Recht, insbesondere im Bereich der internationalen Menschenrechte, und um die juristische Ausbildung".

## Veröffentlichungen (Auswahl)
- mit James Crawford: The Future of UN Human Rights Treaty Monitoring (Cambridge University Press, 2000)
- mit Euan MacDonald [Hrsg.]: Human Rights, Intervention, and the Use of Force (Oxford University Press, 2008)
- mit Nikki Reisch [Hrsg.]: Tax, Inequality, and Human Rights (Oxford University Press, 2019)
- [Hrsg.]: The Complexity of Human Rights: From Vernacularization to Quantification - Essays in Honour of Sally Engle Merry (Hart Publishing, 2024)[7]